# Lindsay Lohan
Lindsay Dee Lohan (El Bronx, Nueva York, 2 de julio de 1986) es una actriz, cantante, compositora, productora de cine y televisión, empresaria y activista estadounidense. La carrera de Lohan se ha caracterizado por su éxito como actriz infantil en la década de 1990 y principios de la década de 2000, su reconocimiento mainstream en Hollywood a mediados de la década de 2000, sus problemas personales y legales a finales de la década de 2000 y principios de la década de 2010 y su resurgimiento a finales de la década de 2010. Entre sus galardones se encuentran un Premio Radio Disney Music, tres Premios MTV Movie, un Premio Kids' Choice, cuatro Premios Teen Choice y un Premio Artista Joven, además de nominaciones a un Premio MTV Video Music, tres Premios de la Crítica Cinematográfica, un Premio Saturn y un Premio del Sindicato de Actores. Las películas de Lohan han recaudado más de $1 mil millones en la taquilla mundial.
Lohan comenzó su carrera artística como modelo infantil tras haber sido contratada por Ford Models a los tres años. Su primer trabajo como actriz fue a la edad de seis años en la telenovela Guiding Light (1993) y a los a los 10 años interpretó a un personaje recurrente en la telenovela Another World (1996-97). Lohan saltó a la fama en 1998 con su doble papel de gemelas idénticas en la comedia romántica familiar de Walt Disney Pictures, The Parent Trap (su debut cinematográfico). Su carrera progresó con papeles protagónicos en varias películas de Disney, incluyendo Life-Size (2000), Get a Clue (2002), Freaky Friday (2003) y Confessions of a Teenage Drama Queen (2004). Su interpretación de Cady Heron en la comedia de culto Mean Girls (2004) afirmó su estatus como ídolo adolescente y la consagró como una destacada actriz principal. Lohan firmó con Casablanca Records y lanzó dos álbumes de estudio, Speak (2004; certificado Platino) y A Little More Personal (Raw) (2005; certificado Oro). Su carrera actoral continuó en las comedias Herbie: Fully Loaded (2005) y Just My Luck (2006), seguidas por las películas independientes A Prairie Home Companion y Bobby (ambas de 2006) y Chapter 27 (2007). Su comportamiento durante el rodaje de la comedia dramática Georgia Rule en 2006 marcó el inicio de una serie de problemas personales que plagarían su vida y carrera durante casi una década, convirtiéndola en una figura habitual de la prensa amarillista debido a sus frecuentes arrestos, apariciones en tribunales y estancias en centros de rehabilitación. Lohan perdió varios papeles cinematográficos durante este período, lo que afectó negativamente su carrera y su imagen pública, sin embargo logró actuar en I Know Who Killed Me (2007), Labor Pains (2009), Machete (2010), Liz & Dick (2012), Scary Movie 5 y The Canyons (ambas de 2013).

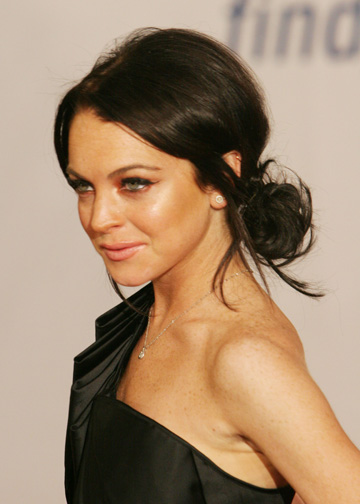
Lohan posando durante el General Motors Annual Ten Celebrity Fashion Show en Los Ángeles, en febrero de 2006.

En 2013, Lohan filmó la docu-serie de OWN, Lindsay (2014), que documenta su recuperación. Posteriormente hizo su debut teatral en la producción del West End de la obra satírica Speed-the-Plow (2014), interpretó a un personaje principal en la segunda temporada de la serie británica de humor negro Sick Note (2018) y trabajó como panelista en la primera temporada de la edición australiana del reality show The Masked Singer (2019). Sus negocios en Grecia fueron el tema del reality show de MTV, Lindsay Lohan's Beach Club (2019). Su primer sencillo en 12 años, «Back to Me», fue publicado por Casablanca Records en abril de 2020 y recibió reseñas positivas por parte de los críticos. Lohan firmó un contrato de varías películas con Netflix y protagonizó las comedias románticas Falling for Christmas (2022), Irish Wish y Our Little Secret (ambas de 2024). Su gran regreso a la pantalla grande fue en la reciente comedia fantástica de Walt Disney Pictures, Freakier Friday (2025).
Por sus participaciones en Freaky Friday, Confessions of a Teenage Drama Queen, Mean Girls, Herbie: Fully Loaded, Just My Luck y Georgia Rule, Lohan ganó alrededor de $26 millones en total y apareció en la lista Celebrity 100 de Forbes en 2004 y 2005. Sus ganancias en el año 2004 fueron estimadas en $11 millones. Además de la música y la actuación, Lohan creó una línea de leggins en 2008 llamada 6126 que se expandió a una colección de ropa completa en 2010. Maxim la posicionó en el puesto número cuatro, tres y uno de su lista anual de las mujeres más deseables del mundo en 2005, 2006 y 2007, respectivamente. People la ha nombrado entre una de las mujeres más bellas del mundo varias veces, la más reciente en 2024.

## Biografía
Lindsay Lohan nació el 2 de julio de 1986 en la ciudad de Nueva York, Nueva York, pero creció en Merrick y Cold Spring Harbor en Long Island.[cita requerida] Es la hija mayor de Dina (nacida Sullivan) y Michael Lohan. Lindsay tiene tres hermanos menores, todos los cuales han sido modelos o actores: Michael Lohan Jr. (quien apareció junto a Lindsay en The Parent Trap), Aliana Lohan (Ali Lohan), y Dakota Lohan (Cody), el más joven de la familia. Su familia, mayormente su madre Dina y su hermana Ali Lohan, han aparecido en el reality show que muestra sus vidas cotidianas, Living Lohan del canal E! Lohan es de ascendencia irlandesa e italiana y fue criada como católica.[cita requerida] Su familia materna era de «bien conocidos irlandeses católicos incondicionales», y su bisabuelo, John L. Sullivan, fue cofundador del Partido Provida en Long Island.[cita requerida] Lohan asistió a Cold Spring Harbor High School, donde le fue bien en ciencias y en matemáticas hasta el grado 11 cuando empezó con educación en el hogar, debido a su carrera.[cita requerida]
Los padres de Lohan tienen una historia turbulenta. Se casaron en 1985, se separaron cuando ella tenía tres años, y se volvieron a unir más tarde. Se separaron de nuevo en 2005 y finalmente se divorciaron en 2007. Su padre, Michael, es un exoperador de Wall Street y hombre de negocios que heredó el negocio de pasta de su padre y ha tenido problemas con la ley en varias ocasiones; mientras que su madre, Dina, es una excantante y bailarina. Lindsay nunca ha mantenido una buena relación con su padre; en una entrevista de 2007 habla de su infancia:[cita requerida]

Me siento como un segundo padre en el sentido de que ayudé a criar a mi padre. Me pusieron entre mi madre y mi padre mucho, bueno, me ponían entre ellos para tratar de mantener la paz, y yo me sentía bien haciendo eso.
Lindsay Lohan, 2007

A pesar de los conflictos, Lohan se describe a sí misma como una muchacha de familia «y que he hablado con cariño de mi familia, incluyendo mi padre». Sin embargo, en 2007 y nuevamente en 2008, ella indicó que ya no estaba en contacto con él, describiendo su comportamiento como impredecible y de trato difícil.[cita requerida] En noviembre de 2009, su padre publicó grabaciones de llamadas telefónicas privadas, con y acerca de Lohan a los medios de comunicación. Ella comentó en Twitter: «No he tenido una verdadera relación con el Sr. Michael Lohan (su padre) en años.»

## Vida personal
El 28 de noviembre de 2021, mediante su cuenta de Instagram, anunció su compromiso con el empresario Bader Shammas. En marzo de 2023 anunció su primer embarazo. Su hijo Luai Shammas nació el 17 de julio de 2023.
Lindsay Lohan y Bader Shammas se casaron en secreto el 3 de abril del 2022 en Dubái.

## Carrera actoral

### 1989-2002: Inicios y éxito temprano
Lohan comenzó su carrera como modelo infantil en 1989 con Ford Models a la edad de tres años. Ella modeló para Calvin Klein en niños y Abercrombie kids, y apareció en más de 100 comerciales de televisión, incluidos los de Pizza Hut y Wendy's, así como un anuncio de la marca Jell-O con Bill Cosby. En 1996, a la edad de 10, cuando Lohan interpretó a Alexandra Alli Fowler en la serie Another World, Soap Opera Magazine dijo que era ya considerada como una veterana promesa del negocio.
Lohan quedó en el papel durante un año, hasta mediados de 1991 para empezar las grabaciones como protagonista en la exitosa comedia romántica de Disney de 1998, The Parent Trap, una adaptación de la película de 1961. Ella interpretó el doble papel de dos hermanas gemelas intentando tratar de reunir a sus padres divorciados, interpretados por Dennis Quaid y Natasha Richardson. La película recaudó 92 millones dólares en todo el mundo, y el crítico Kenneth Turan llamó a Lohan «el alma de esta película» al igual que Hayley Mills en la original, diciendo que «ella es más hábil que su predecesor en la creación de dos personalidades distintas». La película le valió a Lohan un Young Artist Awards a la mejor interpretación en una película, así como un contrato de tres películas con Disney. Ella dijo acerca de las grabaciones de The Parent Trap:

Dejé la escuela por ocho semanas. Cuando volví, mis amistades me preguntaban: «¿dónde estabas?», y yo les decía: «mi familia y yo fuimos a unas largas vacaciones.» Luego la película salió, y ellos decían: «Hum... ¿Lindsay? ¡Esa eres tú, en The Parent Trap!», y yo les dije: «¡Oh, sí! Y también hice esta película mientras estaba afuera».
Lindsay Lohan en 1998.

A la edad de 14 años, Lohan interpretó a la hija de Bette Midler en el episodio piloto de la serie de corta vida, Bette, pero renunció a su papel cuando la producción se trasladó de Nueva York a Los Ángeles. También participó en dos películas de televisión de Disney Life-Size junto a Tyra Banks en 2000, y Get a Clue en 2002.

### 2003-2005: Reconocimiento mundial
Lohan encarnó a Anna Coleman junto a Jamie Lee Curtis en la comedia familiar de 2003, Freaky Friday. Por iniciativa propia de Lohan, su personaje fue reescrito y cambiado de un estilo gótico para ser más narrable. El crítico Roger Ebert escribió que la actriz «tiene un tipo de crianza de seriedad como Jodie Foster y su atención intención por debajo de su personalidad de adolescente». Por su papel en Freaky Friday Lohan ganó el premio a la Actuación Revelación en los MTV Movie Awards 2004 y aún en 2010, sigue siendo su película de mayor éxito comercial, ganando 160 millones dólares en todo el mundo, así como una calificación del 88% de aprobación en Rotten Tomatoes.

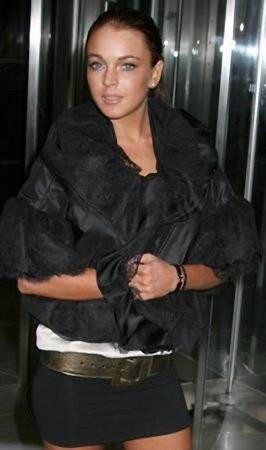
Lohan en 2007.

En 2004, Lohan protagonizó dos papeles principales. El primero, Confessions of a Teenage Drama Queen su primera película sin ser adaptación, obtuvo un total de taquilla doméstica de $29 millones, con Brandon Gray de Box Office Mojo comentó que estuvo «muy por encima de las expectativas ya que fue estrictamente para las jóvenes». La película en general, sin embargo, no fue bien recibida por la crítica. Robert K. Elder de Metromix escribió que, «aunque es una estrella prometedora, Lohan tendrá que hacer un poco más antes en la penitencia que está pagando por Confessions...»
La comedia adolescente Mean Girls fue la primera película de Lohan independiente de Disney. La película fue un éxito crítico y comercial, recaudando 129 millones dólares en todo el mundo y, según Brandon Gray, ayudó a «consolidar su estatus como la reina nueva en películas para adolescentes», mientras que Steve Rodas escribió que «Lohan nos deslumbra una vez más. El guion inteligentemente escrito es un complemento perfecto para su marca en la comedia». Lohan recibió cuatro premios en los Teen Choice Awards 2004 de Freaky Friday y Mean Girls, incluyendo Estrella revelación de cine. Mean Girls también le valió dos premios en los MTV Movie Awards 2005, a Mejor interpretación femenina y Mejor equipo en pantalla junto con varios otros miembros del reparto.
LiLo, de entonces 17, se convirtió en presentadora más joven de los MTV Movie Awards en 2005. A raíz de Mean Girls, que fue escrito por Tina Fey y exalumnos destacados de varias Saturday Night Live, Lohan apareció en tres ocasiones entre 2004 y 2006, así como anfitriona en los World Music Awards de ese año.
Lohan regresó a las comedias de Disney en 2005 para Herbie: Fully Loaded, la quinta película de la serie. Ganó 144 millones dólares en todo el mundo y recibió críticas mixtas. Stephen Holden de The New York Times llamó a la interpretación de Lohan «una auténtica estrella que parece... como en casa en la pantalla», mientras que James Berardinelli escribió que «tan brillante como una estrella que sea, Lohan acaba jugando un papel secundario en el coche». En 2005, Lohan se convirtió en la primera persona en tener una muñeca celebridad de My Scene lanzado por Mattel. También se interpretó así misma en la película de animación directa a DVD, My Scene Goes to Hollywood, basada en la serie de muñecas.

### 2006-2008: Transición a cine independiente
Lohan lanzó la película de comedia romántica Just My Luck, en mayo de 2006 y, de acuerdo a Variety, Lohan ganó más de $7.5 millones de dólares. El primer fin de semana la recaudación de 5,700,000 dólares «rompió racha de victorias que llevan la actriz Lindsay Lohan», según Brandon Gray. La película recibió malas críticas y le valió su primera nominación al Golden Raspberry 2006 a para peor actriz.
A raíz de Golpe de Suerte, Lohan se centró en pequeños papeles más maduros, dentro del cine independiente. Lohan apareció en el ensamble de comedia de Robert Altman, A Prairie Home Companion, en la que Lohan protagoniza con Meryl Streep y Lily Tomlin, fue lanzada limitadamente en junio de 2006. Peter Travers escribió para la revista Rolling Stone que «Lohan se levanta a la ocasión», la entrega de una versión en rock-la casa-de "Frankie y Johnny". La coprotagonista Meryl Streep dijo de la actuación de Lohan: «Ella está al mando de la forma de arte y completamente, visiblemente vive en frente de la cámara». El drama de Emilio Estévez, El Día En Que Mataron a Kennedy fue liberado en los cines en noviembre de 2006. Lohan recibió comentarios favorables por su actuación, en particular una escena opuesta a Sharon Stone. Como parte del elenco de El Día En Que Mataron a Kennedy, Lohan fue nominada a un Premio del Sindicato de Actores y ganó un premio a la Actuación Ensemble en el Festival Internacional de Cine de Hollywood donde también ganó un premio Revelación por su trabajo en 2006.
Su siguiente aparición fue en Chapter 27, como una fan de John Lennon que se hace amiga de Mark David Chapman (Jared Leto) en el día del asesinato de Lennon. El rodaje terminó a principios de 2006, pero no fue lanzado hasta marzo de 2008 debido a las dificultades para encontrar un distribuidor. En mayo de 2007, el drama Las Reglas de Georgia, en la que Lohan protagoniza junto a Felicity Huffman y Jane Fonda, fue lanzado. Owen Gleiberman de Entertainment Weekly escribió que «Lohan realiza un billete verdadero del narcisismo de una princesa rencorosa». La coprotagonista Jane Fonda más tarde comentó que «cuando se presentó en el set, siempre fue grande.»
En mayo de 2008, Lohan hizo su primera aparición la pantalla chica desde, I Know Who Killed Me, en la televisión de ABC, la serie Ugly Betty. Ella fue estrella invitada en cuatro episodios, que abarcan las temporadas dos y tres en 2008, como Kimmie Keegan, una vieja compañera de colegio de la protagonista Betty Suárez (America Ferrera). Lohan hizo un cameo en el tema de las drogas en un vídeo musical de 2008 de la banda N * E * R * D en la canción Everyone Nose. Lohan ha aparecido en varias revistas para hombres.

### 2009-2012: Trabajo televisivo y reveses profesionales

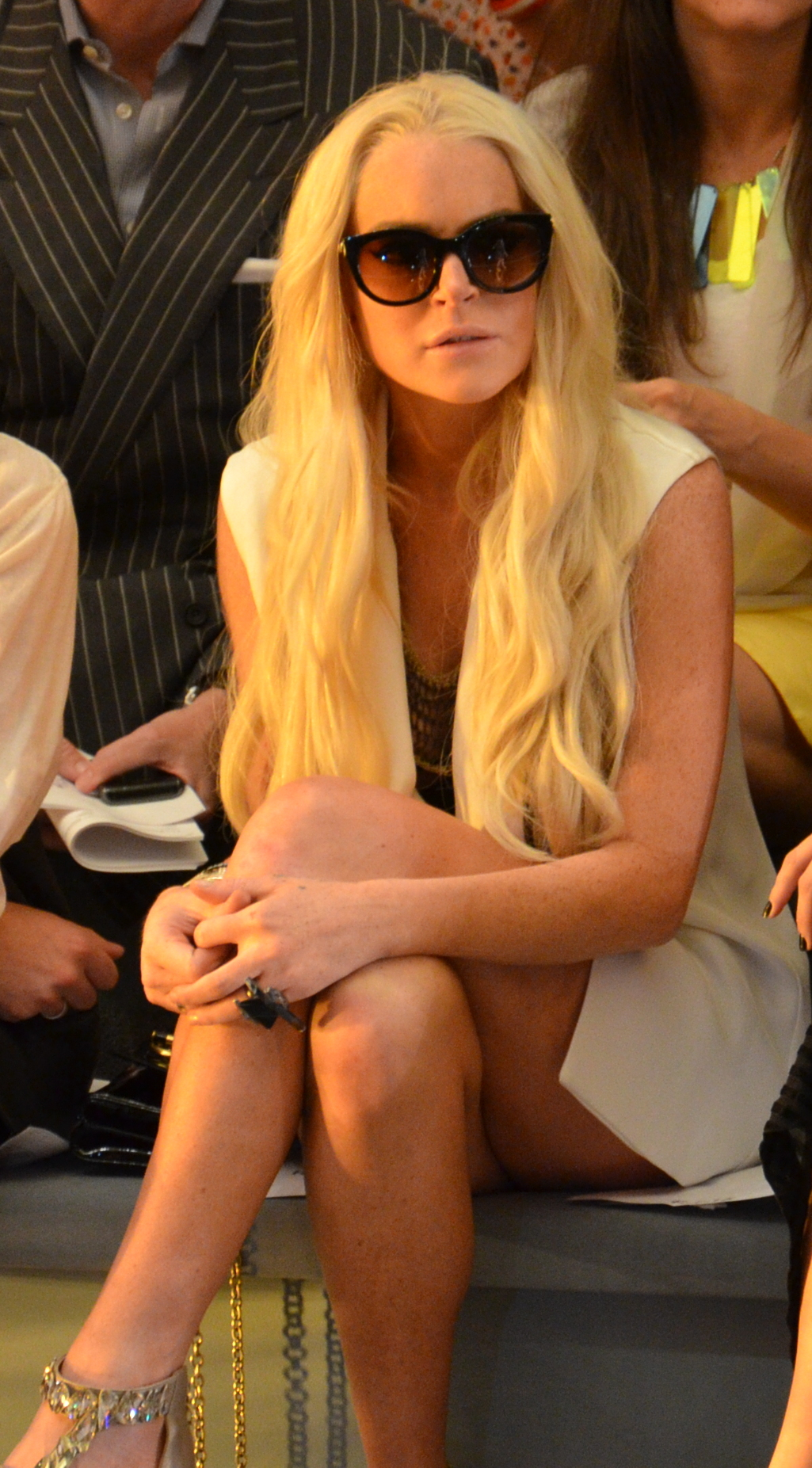
Lindsay en la Semana de La Moda de Nueva York en septiembre de 2011.

En el 2009 protagonizó la comedia, Labor Pains, Lohan interpreta a una mujer que finge estar embarazada. Durante el rodaje, el gerente de Lohan ha trabajado con los paparazzi para alejar a los medios de comunicación para poder realizar su trabajo. En principio estaba previsto para un lanzamiento de cine, pero finalmente apareció como una película para televisión en el canal de cable ABC Family en julio de 2009, «un revés para la estrella», según Variety. El estreno recibió 2,1 millones de espectadores, «mejor que el promedio» para el canal de acuerdo a E! Online. Joanna Weiss de The Boston Globe comentó que Lohan «parece ser de un papel que requiere un poco esfuerzo, de todos modos». Alessandra Stanley del The New York Times dijo que «este no es un regreso triunfal para una estrella pródigo... [Labor Pains] nunca se libera del pesado equipaje que la señorita Lohan lleva en función».
Lohan fue juez invitada en el concurso de televisión, Project Runway de la sexta temporada del episodio premier, que fue presentada en agosto de 2009. En diciembre de 2009, pasó una semana en la India trabajando en un documental de BBC Three que trata sobre la trata de personas como mujeres y niños. Apareció en Machete de Robert Rodriguez, por la que estaba filmando entre agosto y septiembre de 2009 y que fue lanzado el 3 de septiembre de 2010.
En 2012, Lohan apareció en la revista Playboy del mes de enero/febrero. Hugh Hefner describió que la sesión fotográfica estuvo inspirada en la actriz Marilyn Monroe y también declaró en su cuenta de Twitter que la revista "Rompió récords en ventas". Meses después, Lohan participó en el programa Saturday Night Live, del que recibió diferentes críticas, mientras que el episodio es el segundo más visto de la temporada con 7,4 millones de espectadores.
La actriz estadounidense hizo de Elizabeth Taylor en una película para la televisión Lifetime enfocada sobre su relación turbulenta que mantuvo con Richard Burton, la película lleva por nombre Liz & Dick. El 15 de mayo, Lohan apareció en la serie de televisión Glee en el episodio "Nationals" como jurado. La crítica dijo que Lohan estuvo "Loca de una buena manera".
Lohan obtuvo el papel de protagonista en la película independiente de bajo presupuesto de Paul Schrader, The Canyons, escrita por Bret Easton Ellis, que fue filmada en julio de 2012. En septiembre de 2012, Lohan filmó escenas de Scary MoVie, en la que aparece junto a Charlie Sheen. En abril de 2013, Lohan fue la estrella invitada como ella misma en un episodio del programa de televisión Anger Management de Sheen.

### 2013-2016: Debut de teatro y expansiones profesionales
El 13 de julio de 2013, se informó de que Oprah Winfrey entrevistaría a Lohan después de que completara su sentencia de rehabilitación de 90 días, que se prolongó hasta el 31 de julio de 2013. Durante el mismo mes, Lohan apareció en un episodio del show de televisión de Chelsea Handler llamado Chelsea Lately. Luego del estreno, la actriz recibió críticas positivas, mientras que el episodio obtuvo uno de sus mejores índices de audiencia. Finalmente en agosto, Oprah Winfrey entrevistó a Lohan, quien además confirmó una serie de ocho capítulos en donde hablaran de su vida privada y profesional. La serie saldrá al aire en 2014 En otoño de 2014 Lindsay Lohan participó en la obra de teatro Speed The Plow en Londres. A finales del 2015 Lindsay rodó la película Among the Shadows en Bélgica a las órdenes del director Tiago Mesquita, cuyo estreno finalmente será liberado el 5 de marzo de 2019 en Estados Unidos.

### 2017-presente: Resurgimiento
El 13 de junio de 2017, se dio a conocer que formaría parte del reparto de la serie Sick Note, donde compartió pantalla con Rupert Grint y Nick Frost. Lohan se incorporó en la segunda temporada interpretando a Katerina West. Se estrenó en Reino Unido el 26 de julio de 2018. Mientras que Netflix estrenó a nivel mundial las dos temporadas el 23 de noviembre del 2018.
En julio de 2018, firmó un contrato con la cadena MTV para un reality llamado Lindsay Lohan's Beach Club, en el que sigue la faceta empresaria de la actriz con el lanzamiento de Lohan Beach House en la isla griega de Miconos. En julio de 2019, se unió como parte del jurado del programa de televisión The Masked Singer Australia, en el que varios famosos de renombre compiten entre sí manteniendo su identidad en secreto bajo unos disfraces hasta el momento en que son eliminados o coronados ganadores. El programa se estrenó el 23 de septiembre de 2019 en la televisión Australiana por la cadena Channel 10.

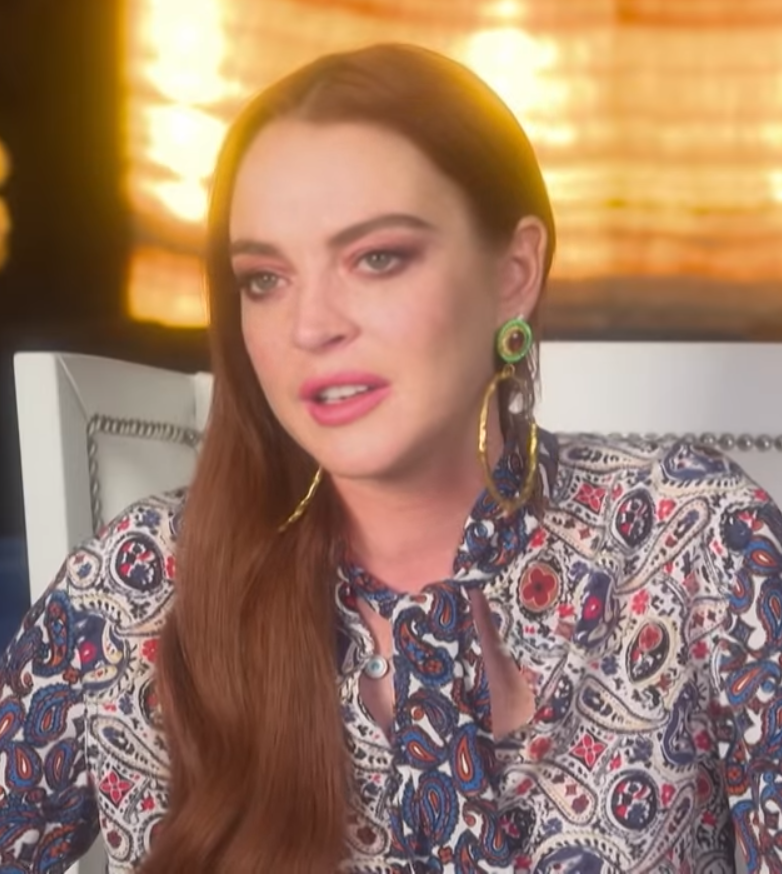
Lindsay Lohan en 2019.

En marzo de 2021, prestó su voz al personaje de Ziva, en el sexto episodio de la serie animada Devil May Care. Meses después, Netflix confirmó que Lohan protagonizaría una película navideña dirigida por Janeen Damian titulada Falling For Christmas, que se estrenó en noviembre de 2022 en la plataforma. Antes del estreno de esta película, se confirmó que la actriz había ampliado su contrato con Netflix, firmando un acuerdo para protagonizar dos nuevas películas para el servicio.
En enero de 2024, tuvo un pequeño papel a modo de cameo en la nueva versión de Mean Girls como la moderadora del concurso de matemáticas. Posteriormente, estrenó su segunda película con Netflix titulada Irish Wish, una comedia romántica rodada en Dublín en la cual interpreta a la protagonista. A finales de año, estrenó la tercera producción que firmó con la plataforma, siendo la segunda de ambientación navideña, titulada Our Little Secret, que rodó en Atlanta. Tuvo su estreno en noviembre de 2024.
En abril del 2024, se confirmó que tanto Lohan como Jamie Lee Curtis volverían a trabajar juntas en la segunda parte de la cinta Freaky Friday para The Walt Disney Company, cuyo título será Freakier Friday. El rodaje fue del 24 de junio de 2024, hasta el 22 de agosto de 2024, en Los Ángeles.
En abril del 2025, se confirmó que Lindsay Lohan protagonizaría y produciría una serie para la plataforma de contenidos Hulu, llamada "Count My Lies".  En agosto del 2025, Hulu dio luz verde de manera oficial a la serie  y se confirmo que Shailene Woodley protagonizaría y produciría la serie junto a Lindsay Lohan.

## Carrera musical

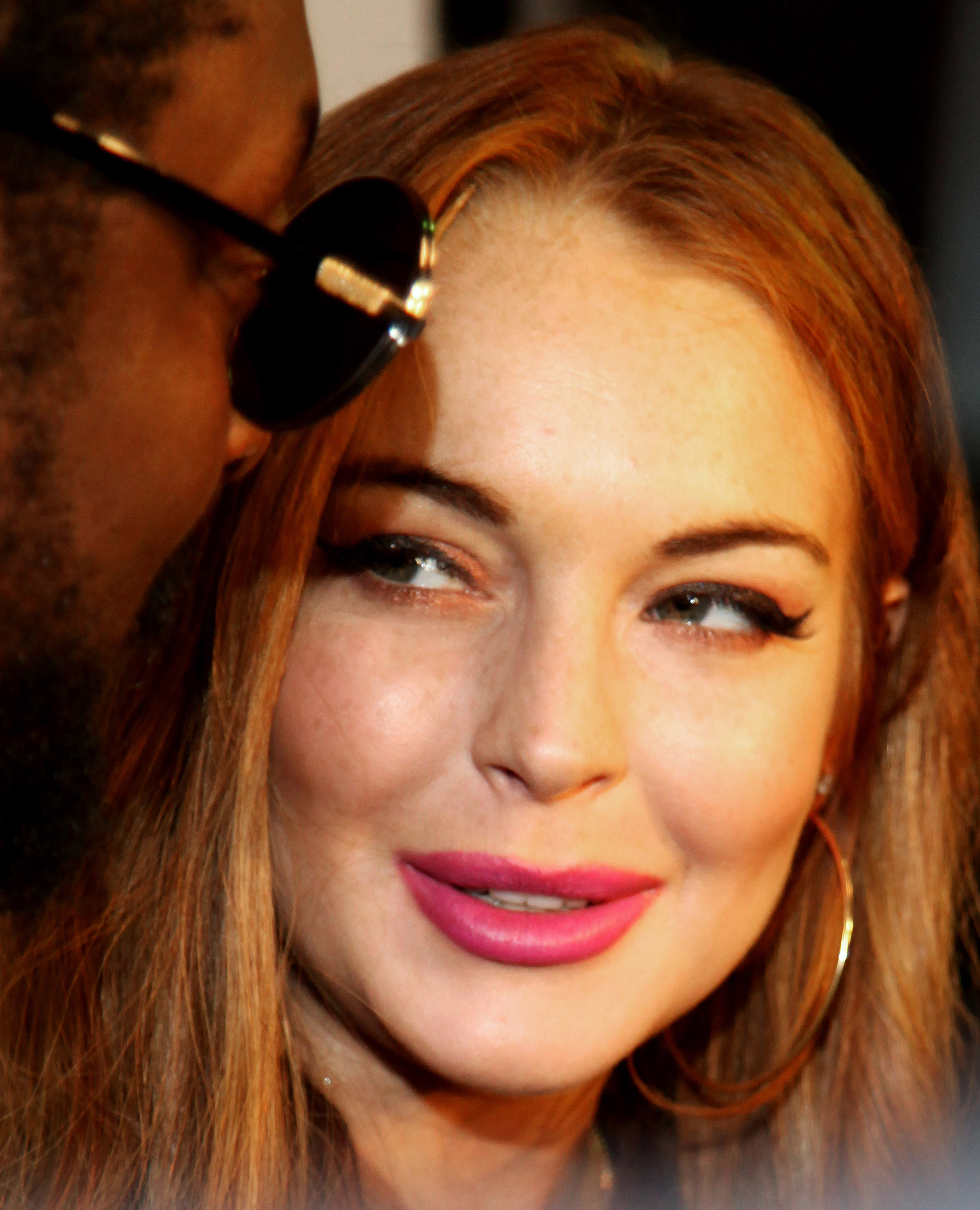
Lindsay Lohan en agosto de 2012.

### Inicios
Con el objetivo de convertirse en una leyenda como actriz, cantante, modelo y bailarina - similar a Ann-Margret y Marilyn Monroe - Lohan comenzó a exhibir su canto a través de sus actuaciones. Para la banda sonora de Freaky Friday, cantó el tema de cierre, «Ultimate», así como la grabación de cuatro canciones para la banda sonora de Confessions of a Teenage Drama Queen. El productor Emilio Estefan Jr. ofreció a Lohan un contrato de producción de cinco álbumes en 2002. Dos años más tarde, Lohan firmó un contrato de grabación con Casablanca Records, dirigida por Tommy Mottola.

### SpeakyA Little More Personal (Raw)
En el 2004 lanzó su álbum debut, Speak el 7 de diciembre de 2004, llegando al número cuatro en la Billboard 200 y obtuvo la certificación de Platino a principios de 2005. Lohan coescribió seis de las doce canciones del álbum. El álbum fue alabado por Linda McGee de RTÉ, quién le entregó cuatro de cinco estrellas y comentó que «Speak abre con toda la emoción cruda y angustiosa adolescente que usted esperaría de un artista de la edad de Lohan», y que, «mientras que su vocales no son sensacionales, en su borde arenoso Lohan lo mantiene a flote a través de este álbum», así como comparar el álbum a la música antigua de Avril Lavigne. Allmusic, sin embargo, le entregó dos de cinco estrellas y afirmó que el álbum «se siente más como un subproducto de la ya saturación, amplificado por la cultura de la celebridad, que un álbum real». «Rumors» fue lanzado como primer y sencillo del álbum en el cual se extrajeron dos sencillos más titulados «Over» y «First» este último apareció en la banda sonora de Herbie: Fully Loaded. Las ventas mundiales superaron las cuatro millones y media de copias vendidas, obtuvo un disco platino en Estados Unidos. La promoción del álbum terminó a mediados de 2005.
A mediados de 2005, Lohan informó de que se encontraba trabajando en un nuevo álbum, que meses más tarde revelaría su nombre, A Little More Personal (Raw), que fue lanzado el 6 de diciembre de 2005, debutando en el puesto veinte de la Billboard 200, y se manteniéndose en el top 100 durante seis semanas. Lohan coescribió seis de las doce canciones del álbum. Slant Magazine llamó el álbum «artificial... para todos los llamados "temas de peso", no hay mucha carne en estos huesos». El álbum fue certificado Oro a principios de 2006. El video musical del primer sencillo, «Confessions of a Broken Heart (Daughter to Father)», fue dirigido por Lohan y presentó por primera vez una aparición de su hermana, Ali Lohan. El video fue una dramatización del dolor que Lohan dice que su familia ha sufrido en las manos de su padre. Fue la primera canción de Lohan en ingresar a la Billboard Hot 100 de Estados Unidos, llegando al número cincuenta y siete. El álbum superó los 2 millones de copias vendidas alrededor del mundo obteniendo a la vez un disco de oro en los Estados Unidos.

### Spirit in the Dark
A raíz de un cambio a Universal Motown y sus problemas personales, Lohan comenzó a trabajar en un tercer álbum a finales de 2007, tentativamente titulado Spirit in the Dark. En mayo de 2008 fue lanzada la canción «Bossy» y continuo trabajando a lo largo de ese año y nuevos demos se filtraron a YouTube. En noviembre de 2008, Lohan declaró que el trabajo en el álbum se había estancado y que quería evitar el estrés de trabajar en sus películas y actuaciones en el 2009 y la música al mismo tiempo, por lo que se descartó el lanzamiento en 2009.
En febrero de 2010, Ne-Yo, con la que Lohan ha estado colaborando, declaró en una entrevista: «Estábamos haciendo y grabando unas canciones y otras cosas y luego Lindsay estuvo en el límite otra vez con sus excesos. No voy tolerar eso» (refiriéndose a sus problemas personales).
En marzo de 2010, se filtró una nueva canción llamada «Stuck», y más tarde se filtraron tres temas que estarían en el álbum: «I Wanna Be Bad», «Too Young to Die», «Can"t Stop, Won't Stop», mientras que a fines de 2010 se filtraron, «Stay» y «Walka Not a Talka».
Hasta la fecha no se conoce cuándo realmente se publicará, debido a su paso por rehabilitación a raíz de sus problemas personales con el alcohol y drogas.

### «Back to Me»
En 2020 lanza su primer sencillo, «Back to Me», producido por Casablanca Records luego de más de 15 años de pausa musical.

## Otros proyectos

### Moda
Lohan siente una gran fascinación por Marilyn Monroe que se remonta a cuando vio Niágara durante el rodaje de The Parent Trap. En la edición de moda de la primavera del 2008 de la revista New York, Lohan recreó la sesión fotográfica final de Monroe, conocida como «El último posado», desnudez incluida, y dijo que la sesión de fotos fue «un honor». La crítica del The New York Times Ginia Bellafante encontró «inquietante... que con esas fotos se pidiera a los espectadores que participaran en una especie de simulacro de la necrofilia.... A sus 21 años [Lohan] parece incluso más vieja que Monroe, que tenía 36 cuando se tomaron las fotos originales... [y] las fotografías no tienen nada de la fragilidad de Monroe».
En 2008, Lohan lanzó una línea de ropa cuyo nombre, 6126 Collection fue concebido para representar la fecha de nacimiento de Monroe (1 de junio de 1926). La línea comenzó con polainas antes de expandirse a una colección completa, que abarca 280 piezas a partir de abril de 2010. En abril de 2009, Lohan lanzó un spray de bronceado bajo la marca nyne Sevin en colaboración con Sephora. En septiembre de 2009, Lohan se convirtió en un asesor artístico de la casa de modas francesa Emanuel Ungaro, una colección de la diseñadora Estrella Archs con Lohan como asesora se presentó en octubre, recibiendo una acogida «desastrosa», según Entertainment Weekly y New York. Lohan dejó la compañía en marzo de 2010.
Obtuvo la décima posición de la lista de las 100 mujeres más atractivas según los votos de los lectores de FHM en 2005, mientras que Maxim la colocó tercero en suHot 100 en 2006 y por primera vez en 2 2007. En una encuesta de The Daily Mirror en febrero de 2010, Lohan fue elegida la décima posición de una lista de «pelirrojas más sexys de los tiempos». Lohan ha sido la cara de Jill Stuart, Miu Miu y Dooney & Bourke, así como el canje de visas 2008 campaña de la moda británica, así como ser la cara de marca de ropa italiana Fornarina para su temporada primavera/verano de 2009.
La firma de modas Emanuel Ungaro ha nombrado a Lohan como su «asesora artística» y que trabajara como nueva jefa de diseño Estrella Archs.

### Pensamiento y participación política
Durante la campaña presidencial de EE. UU. 2008, Lohan ofreció sus servicios a los esfuerzos de la elección de Barack Obama, como actos de acogida destinadas a los jóvenes votantes, pero su oferta fue rechazada. Una fuente no identificada dentro de la campaña de Obama le dijo al Chicago Sun-Times que Lohan «no es exactamente el tipo de estrellas de alto perfil que sería positivo para nosotros».[cita requerida] Ella, no obstante, envió blogs de MySpace con sus opiniones sobre la elección, instando a los votantes a apoyar a Obama, criticando la cobertura mediática de candidatos a la vicepresidencia como Sarah Palin, y describió a Palin como homófoba, antiaborto y antiecologista. Lohan había expresado previamente su interés por ir a Irak, durante la guerra de Irak en 2006, en una gira de EE. UU. con Hillary Clinton. Hace varios años, en 2004, Lohan declaró que no le gustaba hablar de política con el fin de evitar la alienación de una parte de sus seguidores.

## Filmografía

### Películas
| Año  | Película                             | Personaje                                | Nota                |
| ---- | ------------------------------------ | ---------------------------------------- | ------------------- |
| 1998 | The Parent Trap                      | Hallie Parker / Annie James              |                     |
| 2000 | Life-Size                            | Casey Stuart                             |                     |
| 2002 | Get a Clue                           | Alexandra «Lexy» Gold                    |                     |
| 2003 | Freaky Friday                        | Anna Coleman / Tess Coleman              |                     |
| 2004 | Confessions of a Teenage Drama Queen | Mary Elizabeth «Lola» Steppe             |                     |
| 2004 | Mean Girls                           | Cady Heron                               |                     |
| 2005 | Herbie: Fully Loaded                 | Margaret «Maggie» Peyton                 |                     |
| 2006 | Just My Luck                         | Ashley Albright                          |                     |
| 2006 | A Prairie Home Companion             | Lola Johnson                             |                     |
| 2006 | Bobby                                | Diane Howser                             |                     |
| 2006 | The Holiday                          | Ella misma                               | Cameo               |
| 2007 | Georgia Rule                         | Rachel Wilcox                            |                     |
| 2007 | I Know Who Killed Me                 | Aubrey Fleming / Dakota Moss             |                     |
| 2007 | Chapter 27                           | Jude Hanson                              |                     |
| 2009 | Labor Pains                          | Thea Clayhill                            |                     |
| 2010 | Machete                              | April Booth                              |                     |
| 2010 | Teenage Paparazzo                    | Ella misma                               | Película documental |
| 2012 | Liz & Dick                           | Elizabeth Taylor                         |                     |
| 2013 | Inappropriate Comedy                 | Marilyn Monroe                           |                     |
| 2013 | Scary Movie 5                        | Ella misma                               | Cameo               |
| 2013 | The Bling Ring                       | Ella misma                               | Cameo               |
| 2013 | The Canyons                          | Tara                                     |                     |
| 2015 | Till Human Voices Wake Us            | Lana                                     | Cortometraje        |
| 2019 | Among the Shadows                    | Patricia Sherman                         |                     |
| 2022 | Falling for Christmas                | Sierra Belmont                           |                     |
| 2024 | Mean Girls                           | Presentadora del concurso de matemáticas | Cameo sin acreditar |
| 2024 | Irish Wish                           | Maddie Kelly                             |                     |
| 2024 | Our Little Secret                    | Avery Becker                             |                     |
| 2025 | Freakier Friday                      | Anna Coleman / Harper Coleman            |                     |

### Televisión
| Año       | Título                          | Personaje                      | Notas                                                              |
| --------- | ------------------------------- | ------------------------------ | ------------------------------------------------------------------ |
| 1992      | Late Night with David Letterman | Niña disfrazada para Halloween | 1 episodio                                                         |
| 1993      | Guiding Light                   | Chrissie                       | 1 episodio                                                         |
| 1994-1995 | Sesame Street                   | Niña                           | 2 episodios                                                        |
| 1996-1997 | Another World                   | Alexandra «Alli» Fowler        | 4 episodios                                                        |
| 2000      | Bette                           | Rose                           | «Piloto» (temporada 1, episodio 1)                                 |
| 2003      | Punk'd                          | Ella misma                     | 1 episodio                                                         |
| 2004      | King of the Hill                | Jenny Medina (voz)             | «Talking Shop» (temporada 8, episodio 22)                          |
| 2004-2012 | Saturday Night Live             | Ella misma, varios personajes  | Anfitriona; 5 episodios                                            |
| 2005-2006 | That '70s Show                  | Danielle                       | 2 episodios                                                        |
| 2008      | Ugly Betty                      | Kimmie «Kim» Keegan            | Rol recurrente; 4 episodios                                        |
| 2008      | Living Lohan                    | Ella misma (voz)               | «Acting Up» (temporada 1, episodio 9)                              |
| 2009      | Project Runway                  | Ella misma                     | Invitada como juez                                                 |
| 2010      | Lindsay Lohan's Indian Journey  | Ella misma                     | Documental de BBC Three                                            |
| 2010      | Double Exposure                 | Ella misma                     | «I'm Gonna Smash the Ringflash!» (temporada 1, episodio 3)         |
| 2012      | Glee                            | Ella misma                     | Invitada; 1 episodio                                               |
| 2013      | Anger Management                | Ella misma                     | «Charlie Gets Lindsay Lohan in Trouble» (temporada 2, episodio 12) |
| 2013      | Late Night with Jimmy Fallon    | Stephanie Sullivan             | «Ew!, Box Of Lies - Fallon Vs. Fey»                                |
| 2014      | Lindsay                         | Ella misma                     | Docuserie; 8 episodios                                             |
| 2014      | 2 Broke Girls                   | Claire Guinness                | «And the wedding cake cake cake» (temporada 3, episodio 21)        |
| 2018      | Sick Note                       | Katerina West                  | Rol principal (temporada 2); 7 episodios                           |
| 2019      | Lindsay Lohan's Beach Club      | Ella misma                     | Documental                                                         |
| 2019      | The Masked Singer Australia     | Ella misma                     | Juez del programa                                                  |
| 2021      | Devil May Care                  | Ziva (voz)                     | «The Date» (temporada 1, episodio 6)                               |
| 2022      | Amor de secundaria              | Narradora                      | 8 episodios                                                        |

## Discografía
| Álbumes de estudio - 2004: Speak - 2005: A Little More Personal (Raw) | Sencillos - «Rumors» - «Over» - «First» - «Confessions of a Broken Heart (Daughter to Father)» - «Bossy» - «Back to Me» | Soundtracks - «Ultimate» - «I Decide» - «Drama Queen (That Girl)» - «What Are You Waiting For» - «Don't Move On/Living for the City/Changes (medio)» - «A Day in the Life» - «Frankie & Johnny» - «A Beautiful Life (La Bella Vita)» |

## Premios y nominaciones

### MTV Movie Awards
| Año  | Categoría                | Película      | Resultado |
| ---- | ------------------------ | ------------- | --------- |
| 2005 | Mejor actuación femenina | Mean Girls    | Ganadora  |
| 2005 | Mejor equipo en pantalla | Mean Girls    | Ganadora  |
| 2004 | Actuación revelación     | Freaky Friday | Ganadora  |

### Teen Choice Awards
| Año  | Categoría                       | Película                             | Resultado |
| ---- | ------------------------------- | ------------------------------------ | --------- |
| 2007 | Actriz de drama                 | Bobby                                | Ganadora  |
| 2007 | Actriz de drama                 | Georgia Rule                         | Ganadora  |
| 2006 | Actriz de comedia               | Just My Luck                         | Ganadora  |
| 2006 | Berrinche                       | Just My Luck                         | Nominada  |
| 2005 | Mujer más atractiva             | Ella misma                           | Ganadora  |
| 2005 | Actriz de comedia               | Herbie: Fully Loaded                 | Ganadora  |
| 2005 | Química                         | Mean Girls                           | Ganadora  |
| 2005 | Mentirosa                       | Mean Girls                           | Nominada  |
| 2005 | Estrella revelación de película | Mean Girls                           | Ganadora  |
| 2005 | Actriz de comedia               | Mean Girls                           | Ganadora  |
| 2004 | Berrinche                       | Freaky Friday                        | Ganadora  |
| 2004 | Estrella revelación de película | Freaky Friday                        | Ganadora  |
| 2004 | Estrella revelación de película | Confessions of a Teenage Drama Queen | Ganadora  |

### Kids' Choice Awards
| Año  | Categoría                   | Película             | Resultado |
| ---- | --------------------------- | -------------------- | --------- |
| 2006 | Actriz favorita de película | Herbie: Fully Loaded | Ganadora  |
| 2005 | Actriz favorita de película | Mean Girls           | Ganadora  |